# Pleuractis seychellensis
Espèce
Pleuractis seychellensis est une espèce de coraux appartenant à la famille des Fungiidae.